# Diamond Beach (Australia)
Diamond Beach – miasto w Australii, w stanie Nowa Południowa Walia, nad Oceanem Spokojnym.